# Albert Margry
Albertus Arnoldus Johannes (Albert) Margry (Harderwijk, 30 april 1857 – Rotterdam, 27 oktober 1911) was een Nederlands architect.
Albert gaat in 1880 bij het sinds omstreeks 1865 bestaande architectenkantoor van zijn oudere broer Evert Margry in Rotterdam werken. Tegelijkertijd associeerde de architect J.M. Snickers zich met het bureau van beide broers. Snickers was aangetrokken om zich met decoratie en inrichting van de gebouwen bezig te houden, niet voor de ontwerpkant. De samenwerking werd op 1 januari 1909 weer ontbonden, zijn taak werd overgenomen door kunstschilder Adolf J.H. van Rijen. Albert en Evert zijn de belangrijkste vertegenwoordigers van de verschillende architecten Margry. Het Rotterdamse bureau is in de tweede helft van de 20e eeuw samengegaan met andere architecten, onder toevoeging van namen als Jacobs, Tuns en Horsting (nu: MAS architectuur).

## Bekendste werken
De bekendste werken zijn:

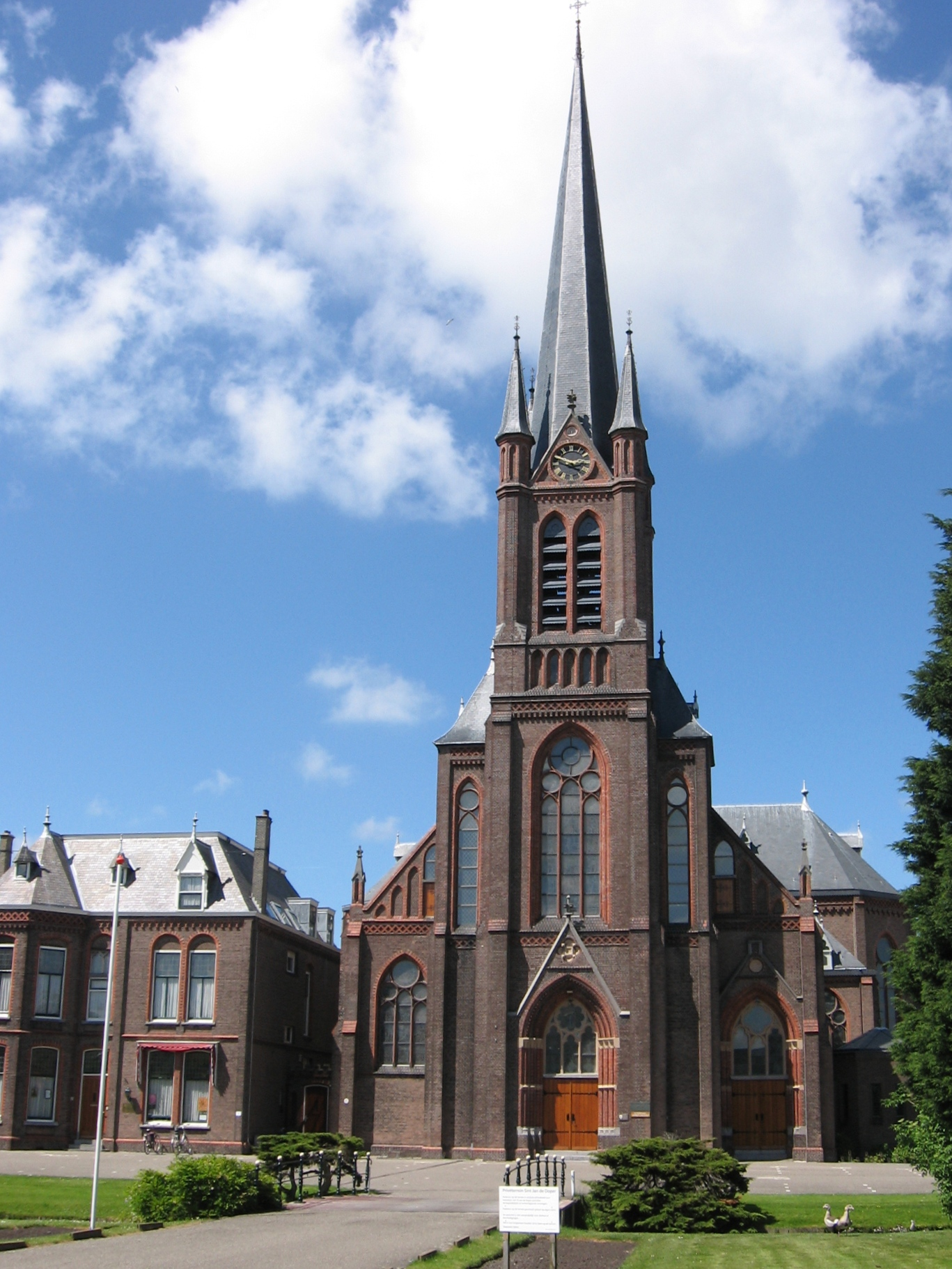
Sint-Jan de Doperkerk te Wateringen

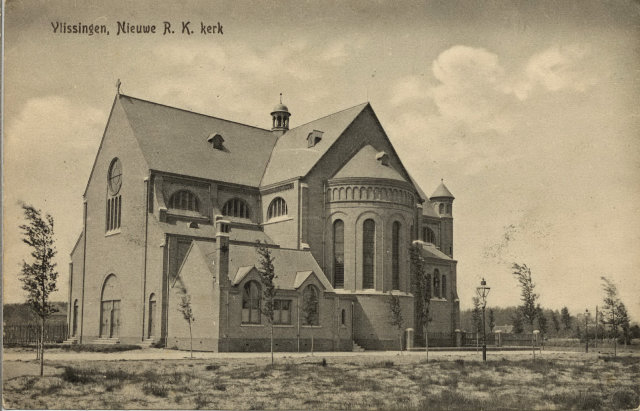
Onze-Lieve-Vrouwekerk te Vlissingen in 1911

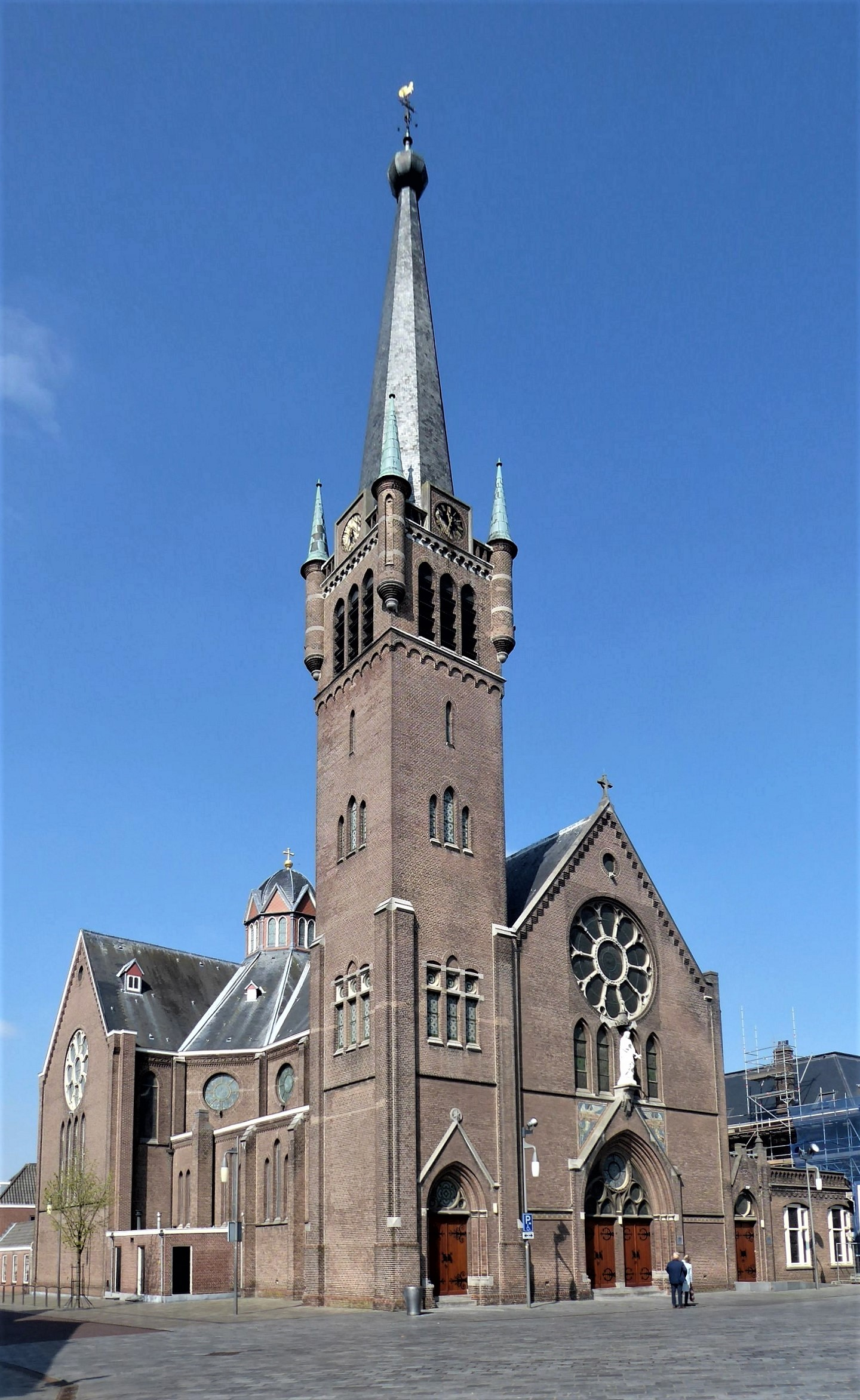
Heilige Maria Magdalenakerk te Goes

- de Onze-Lieve-Vrouw van de Heilige Rozenkrans en Sint-Jacobus de Meerderekerk in Vlissingen;
- Heilige Maria Magdalenakerk in Goes;
- de Onze-Lieve-Vrouwekerk in Helmond;
- de Sint-Josephkerk in Alkmaar (in samenwerking met zijn broer Evert Margry);
- de Heilige Antonius van Padua-Sint Annakerk aan de Groenestraat in Hazenkamp in Nijmegen;
- de Kerk van de Allerheiligste Verlosser in Rotterdam (die zijn oudere broer Evert Margry ontwierp en die híj later voltooide).
- Sint-Jan de Doperkerk (Wateringen)